# Mariya Suzuki
Mariya Suzuki (鈴木 まりや, Suzuki Mariya, née le 29 avril 1991 à Saitama, au Japon) est une chanteuse et idole japonaise, membre du groupe de J-pop AKB48 (team B). Elle est sélectionnée en 2008, et rejoint la team B en mai 2010. En 2012, elle est transférée à titre temporaire, tout comme sa collègue Sae Miyazawa, au groupe-sœur étranger SNH48, affilié d'AKB48.